# Muhammad (namn)
Muhammad (arabiska: محمد, Muḥammad) är det vanligaste arabiska mansnamnet med betydelsen 'prisad', 'förhärligad'. Namnets popularitet kommer av att det bars av islams grundare profeten Muhammed
Namnet translittereras även som Muhammed, Muhamed, Mohammed, Mohammad, Mohamed, Mahmud, Mahommed, Mehmet, Mehmed och Mahomet. Muhammad förkortas ibland till MD eller Md.

## Ett urval personer med namnet Muhammad
- Muhammed - profet och grundare av islam
- Mehmet I (turkisk variant av Muhammad, ibland skrivet just Muhammad/Muhammed)  osmansk sultan
- Mehmet II (turkisk variant av Muhammad, ibland skrivet just Muhammad/Muhammed)osmansk sultan
- Mahmud II av Stora Seldjuk, seldjukisk härskare.
- Mehmet II av Stora Seldjuk, seldjukisk härskare.
- Mehmet II av Kerman
- Muhammed II av Khwarezm, härskare i Persien på 1200-talet.
- Mohammed II av Umayyaddynastin, kalif av Cordoba.
- Mehmet III (turkisk variant av Muhammad, ibland skrivet just Muhammad/Muhammed) osmansk sultan
- Muhammed III av Cordoba
- Mehmet IV (turkisk variant av Muhammad, ibland skrivet just Muhammad/Muhammed), osmansk sultan
- Mehmet V (turkisk variant av Muhammad, ibland skrivet just Muhammad/Muhammed), osmansk sultan
- Mehmet VI (turkisk variant av Muhammad, ibland skrivet just Muhammad/Muhammed), osmansk sultan
- Mohammed VI av Marocko - kung i Marocko
- Muhammad al-Nasir, död 1213, almohadisk kalif
- Muhammed Abdelaziz - västsaharisk gerillaledare och politiker.
- Muhammed Adil Shah - furste i Bijapur, Indien
- Muhammed Ahmed - härskare över Sudan
- Muhammad Ali - boxare
- Muhammed Ali av Egypten - osmansk furste,
- Muhammed av Ghur - afghansk krigsherre, och grundaren av Delhisultanatet och ghuridernas dynasti
- Muhammed Jakub Khan - emir av Afghanistan
- Mohamed Omar - talibanledare, se Mulla Omar
- Mohamed Omar - svensk-iransk kulturskribent
- Muhammad Qutb - egyptisk islamist
- Muhammed Sayed - indisk politiker
- Muhammad Shah II - grundare av Tughluqdynastin, och sultan i Delhi
- Abd-ul-lah ibn Seijid-Muhammed - sudanesisk kalif
- Abu Raihan Muhammed ibn Ahmed al-Biruni - persisk vetenskapsman
- Djelal-eddin Muhammed Akbar - grundläggaren av mogulriket
- Shejk Muhammed Abdullah - kashmirisk politiker och ättling till kashmiri pandits
- Mehmet Kaplan (MP) Sveriges bostadsminister